# Always Got Tonight
Always Got Tonight é o oitavo álbum de estúdio do cantor Chris Isaak, lançado dia 12 de fevereiro de 2002. 
| Críticas profissionais                                                      | Críticas profissionais |
| Avaliações da crítica                                                       | Avaliações da crítica  |
| Fonte                                                                       | Avaliação              |
| --------------------------------------------------------------------------- | ---------------------- |
| allmusic                                                                    | [ 1 ]                  |
| Rolling Stone                                                               | [ 2 ]                  |
| Esta tabela precisa de ser acompanhada por texto em prosa. Consulte o guia. |                        |

## Faixas
1. "One Day"
2. "Let Me Down Easy"
3. "Worked It Out Wrong"
4. "Courthouse"
5. "Life Will Go On"
6. "Always Got Tonight"
7. "Cool Love"
8. "Notice The Ring"
9. "I See You Everywhere"
10. "American Boy"
11. "Somebody To Love"
12. "Nothing To Say"